# Огульцівське газоконденсатне родовище
Огульцівське газоконденсатне родовище — належить до Північного борту нафтогазоносного району Східного нафтогазоносного регіону України.

## Опис
Розташоване в Харківській області на відстані 8 км від м. Люботин.
Знаходиться в південно-східній частині півн. бортової зони Дніпровсько-Донецької западини в межах Прокопенківсько-Наріжнянського структурного валу.
Структура виявлена в 1984 р. і являє собою монокліналь зах. простягання, що занурюється в півд. напрямку та порушена незгідними скидами на блоки. Розміри площі газоносності 4,6х1,4 м.
Перший промисловий приплив газу отримано з інт. 4020-4041 м у 1989 р. На 1.01.1994 р. на площі було пробурено 3 свердловини, які розкрили карбонатно-теригенний комплекс г.п. від четвертинних до нижньокам'яновугільних, а також утворення протерозойського кристалічного фундаменту.
Поклади пластові, тектонічно екрановані, деякі також літологічно обмежені. Колектори — пісковики. Запаси початкові видобувні категорій А+В+С1: газу — 770 млн. м3; конденсату — 14 тис. т.